# Estádio Fatorda
Estádio Fatorda, antigamente conhecido como Estádio Fatorda Pandit Jawarharlal Nehru, é um estádio de futebol localizado em Margão, Goa. Sede dos jogos dos clubes Churchill Brothers, Dempo, Salgaocar e Sporting Clube de Goa. O estádio foi inaugurado em 1989 e tem uma capacidade de 27 300 espectadores

## História
O Estádio Fatorda foi aberto em 1989, inicialmente apenas para futebol, logo depois começaram a ser disputados jogos de críquete, sendo o primeiro jogo entre a Austrália e o Sri Lanka.
Em 2006 antes da temporada de 2007–2008 I-League, a elite do futebol indiano, os quatro times de Goa (Dempo Sports Club, Churchill Brothers Sporting Club, Salgaocar Sports Club, Sporting Clube de Goa e Football Club Goa) anunciaram que o Estádio Fatorda seria usado pelos quatro times em seus jogos como mandantes.
O estádio tem sido usado regularmente como sede principal dos jogos da Seleção Indiana de Futebol, tendo acolhido diversos jogos internacionais a exemplos de jogos válidos pelas Eliminatórias da Copa do Mundo FIFA, Copa do Mundo FIFA Sub-17 de 2017 e a Copa da AFC.

## Jogos da Lusofonia
Em 2014 o Estádio Fatorda figura como uma das sedes dos Jogos da Lusofonia de 2014, acolhendo alguns dos jogos de futebol.